# Johann Rattenhuber
Johann Rattenhuber, également connu sous le nom de Hans Rattenhuber, est un SS–Gruppenführer, commandant de la garde du corps de Hitler de 1933 à 1945, né le 30 avril 1897 à Oberhaching et mort le 30 juin 1957 à Munich.
Il est capturé à la fin de la guerre par l'Armée rouge, transféré en Union soviétique, condamné à 25 ans de prison et détenu pendant dix ans. Il est remis aux autorités est-allemandes qui l'autorisent à rejoindre l'Allemagne de l'Ouest. Il meurt deux ans après sa libération.

## Biographie
Le 3 avril 1916, après avoir passé son baccalauréat d'urgence, Rattenhuber s'engage dans le 16e régiment d'infanterie royal bavarois (de) de l'armée bavaroise, avec lequel il participe activement à la Première Guerre mondiale à partir de septembre. Au cours des années suivantes, il combat avec cette unité dans les Carpates, en Roumanie, en Russie et en France. Le 14 septembre 1917, Rattenhuber est transféré comme porte-drapeau dans le 13e régiment d'infanterie royal bavarois (de), avec lequel il combat sur le front occidental jusqu'en novembre 1918.